# Elie Rock Malonga
Elie Rock Malonga (ur. 21 września 1975 w Brazzaville) – piłkarz kongijski grający na pozycji obrońcy lub pomocnika.

## Kariera klubowa
Karierę piłkarską Malonga rozpoczął w klubie Club 57 Tourbillon. W jego barwach zadebiutował w 1991 roku w pierwszej lidze kongijskiej. Grał w nim do 1995 roku.
W 1995 roku Malonga wyjechał do Niemiec, gdzie grał do końca swojej kariery, czyli do 2006 roku. Pierwszym klubem Kongijczyka w Niemczech był SG Düren 99. W 1996 przeszedł do FC Bremerhaven. Następnie występował w BV Cloppenburg (1997-2000), VfB Oldenburg (2001-2004), Concordia Ihrhove (2004-2006), GVO Oldenburg (2005), SSV Jeddeloh (2006), Blau-Weiß Ramsloh (2006-2009) i FC Sedelsberg (2009-2011).

## Kariera reprezentacyjna
W reprezentacji Konga Malonga zadebiutował 30 lipca 1995 w przegranym 0:2 meczu kwalifikacji do Pucharu Narodów Afryki 1996 z Ghaną, rozegranym w Brazzaville. W 2000 roku został powołany do kadry na Puchar Narodów Afryki 2000. Od 1995 do 2000 wystąpił w kadrze narodowej 15 razy.